# Dictionnaire de la géographie et de l'espace des sociétés
 (janvier 2023).
Si vous disposez d'ouvrages ou d'articles de référence ou si vous connaissez des sites web de qualité traitant du thème abordé ici, merci de compléter l'article en donnant les références utiles à sa vérifiabilité et en les liant à la section « Notes et références ».
Le Dictionnaire de la géographie et de l'espace des sociétés est un dictionnaire de géographie rédigé sous la direction de Jacques Lévy et Michel Lussault.
Les différents articles ont été rédigés par cent-dix auteurs[source insuffisante] issus du milieu universitaire. Les entrées sont classées en quatre catégories[source insuffisante] : 
- Théorie de l'espace - notions et concepts les plus fondamentaux de la géographie ;
- Épistémologie de la géographie - réflexion sur la science : géographie ;
- Penseurs de l'espace - biographie et portrait de chercheurs géographes ou non ayant contribué à la réflexion sur la connaissance de l'espace des sociétés ;
- Champs communs - outils communs à l'ensemble des sciences sociales.